# Ulljul
Ulljul (hangul: 은률군, Ulljul-kun, handzsa: 殷栗郡, RR: Ŭnryul-kun) megye Észak-Koreában, Dél-Hvanghe (Hwanghae) tartományban. Az újkőkorszak (neolitikum) óta lakott terület. Mai nevét Korjo (Goryeo) idején nyerte el. 1896-ban emelték megyei rangra.

## Földrajza
Keletről Uncshon (Ŭnch'ŏn) és Anak, délről Szamcshon (Samch'ŏn) és Szonghva (Songhwa), nyugatról Kvail (Kwail), északról Nampho (Namp'o) a Sárga-tenger (Nyugati-tenger) határolja.
Legmagasabb pontja a 954 méter magas Kuvolszan (구월산; 九月山, Kuwŏlsan).

## Közigazgatása
1 községből (up (ŭp)), 21 faluból (ri (ri)) és 1 munkásnegyedből (rodongdzsagu (rodongjagu)) áll:
| - Unrjul-up (은률읍; 殷栗邑, Ŭnryul-ŭp) - Kumszanpho-rodongdzsagu (금산포로동자구; 金山浦勞動者區, Kŭmsanp'o-rodongjagu) - Kacshon-ri (가천리; 佳泉里, Kach'ŏn-ri) - Kvanszan-ri (관산리; 冠山里, Kwansan-ri) - Kvanhe-ri (관해리; 觀海里, Kwanhae-ri) - Kuvol-ri (구월리; 九月里, Kuwŏl-ri) - Kumbok-ri (금복리; 今卜里, Kŭmbok-ri) - Kumcshon-ri (금천리; 金川里, Kŭmch'ŏn-ri) - Tedzso-ri (대조리; 大棗里, Taejo-ri) - Rakcshon-ri (락천리; 樂泉里, Rakch'ŏn-ri) - Rjul-ri (률리; 栗里, Ryul-ri) - Szandong-ri (산동리; 山東里, Sandong-ri) | - Szanszung-ri (산승리; 山勝里, Sansŭng-ri) - Szam-ri (삼리; 三里, Sam-ri) - Szogok-ri (서곡리; 西谷里, Sŏgok-ri) - Szohe-ri (서해리; 西海里, Sŏhae-ri) - Jonam-ri (연암리; 鳶岩里, Yŏnam-ri) - Unszong-ri (운성리; 雲城里, Unsŏng-ri) - Vonphjong-ri (원평리; 院坪里, Wŏnp'yŏng-ri) - Unhje-ri (은혜리; 恩惠里, Ŭnhye-ri) - Idopho-ri (이도포리; 二道浦里, Idop'o-ri) - Csangrjon-ri (장련리; 長連里, Changryŏn-ri) - Csholszan-ri (철산리; 鐵山里, Ch'ŏlsan-ri) |

## Gazdaság
Ulljul (Ŭnryul) megye gazdasága túlnyomórészt bányászatra, korlázototabb mértékben gyümölcsfeldolgozóiparra épül.

## Oktatás
Ulljul (Ŭnryul) megye egy bányaipari főiskolának, 25 általános és 24 középiskolának ad otthont.

## Egészségügy
A megye számos egészségügyi intézménnyel rendelkezik, köztük 1 megyei és 27 helyi kórházzal.

## Közlekedés
A megye közutakon a szomszédos helységek felől közelíthető meg. A megye vasúti kapcsolattal rendelkezik, az Ulljul (Ŭnryul) és a Szoheri (Sŏhaeri) vonalak része.